# Saul Martínez
Saul Martínez (* 29. leden 1976) je bývalý honduraský fotbalista.

## Reprezentace
Saul Martínez odehrál 36 reprezentačních utkání. S honduraskou reprezentací se zúčastnil Copa América 2001.

## Statistiky
| Honduras | Honduras | Honduras |
| Roky     | Záp.     | Góly     |
| -------- | -------- | -------- |
| 2001     | 9        | 3        |
| 2002     | 2        | 4        |
| 2003     | 5        | 1        |
| 2004     | 11       | 2        |
| 2005     | 1        | 1        |
| 2006     | 0        | 0        |
| 2007     | 4        | 5        |
| 2008     | 1        | 0        |
| 2009     | 3        | 1        |
| Celkem   | 36       | 17       |